# 2006年香港通用郵票

2006年香港通用郵票

2006年香港通用郵票（英語：2006 Hong Kong Definitive Stamps）是香港郵政於主權移交後後發行的第三套通用郵票，於2006年12月31日發行。
這套郵票以香港常見的鳥類為主題，共有16種不同的面額，每種面額以不同的鳥類代表。
這套郵票推出近八年後，才有新一款通用郵票系列推出，曾為主權移交後至今使用期最長的通用郵票系列（这一纪录已被2014年香港通用郵票打破）。
| 面額（港元） | 郵票使用的圖案 | 面額（港元） | 郵票使用的圖案 |
| ------------ | -------------- | ------------ | -------------- |
| 0.1元        | 白腹海鵰       | 0.2元        | 領角鴞         |
| 0.5元        | 赤紅山椒鳥     | 1元          | 普通翠鳥       |
| 1.4元        | 叉尾太陽鳥     | 1.8元        | 粉紅燕鷗       |
| 1.9元        | 黑臉琵鷺       | 2元          | 小白鷺         |
| 2.4元        | 彩鷸           | 2.5元        | 家燕           |
| 3元          | 紅耳鵯         | 5元          | 棕背伯勞       |
| 10元         | 白鶺鴒         | 13元         | 琵嘴鴨         |
| 20元         | 喜鵲           | 50元         | 卷羽鵜鶘       |